# Dichapetalum montanum
Dichapetalum montanum är en tvåhjärtbladig växtart som beskrevs av F.J. Breteler. Dichapetalum montanum ingår i släktet Dichapetalum och familjen Dichapetalaceae. Inga underarter finns listade i Catalogue of Life.